# VTB Arena

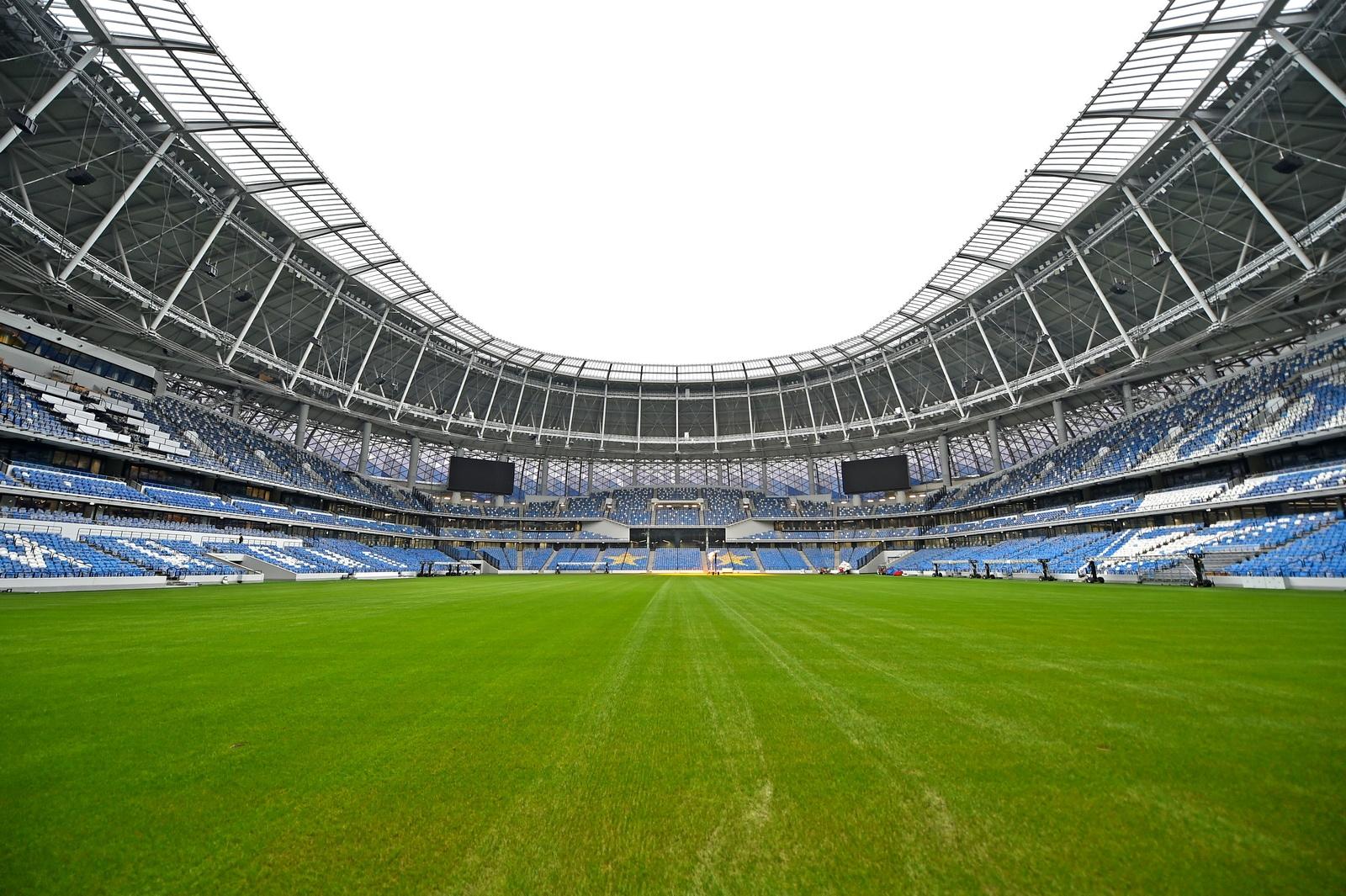
Hlavní stadion Dynama, pojmenovaný po Lvu Jašinovi

VTB Arena (rusky ВТБ Арена) je multifunkční sportovní areál v Moskvě, jehož součástí je fotbalová a hokejová aréna, postavená na místě zbořeného stadionu Dynamo .
Stadion spojuje dvě arény pod jednou střechou: Centrální stadion Lva Jašina (kapacita během fotbalového zápasu – 25 716 lidí, kapacita během koncertu – až 33 000 lidí) a univerzální VTB Arena (kapacita během zápasů a koncertů je až 14 000 lidí v závislosti na konfiguraci haly[zdroj?] ). Pod sportovní částí stadionu se nachází obchodní centrum Arena Plaza a podzemní parkoviště pro více než 719 aut.
Komplex byl postaven v rámci projektu VTB Arena Park, jehož součástí je i rezidenční komplex, business centrum a hotel.

## Výstavba

### Design

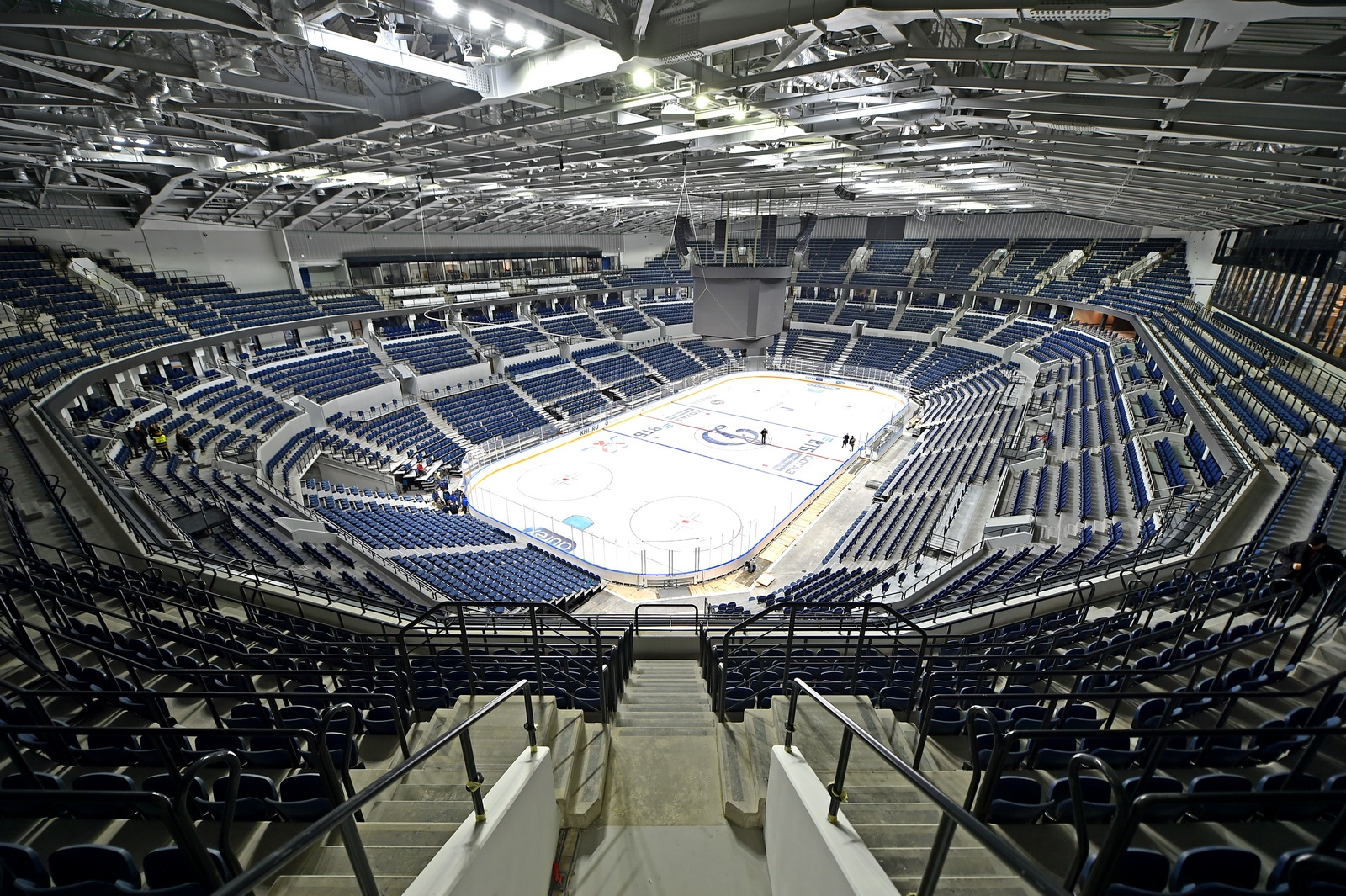
Univerzální VTB Arena

Prvotní koncept vytvořil Erik Van Egeraat, holandský architekt, který navrhuje především v Rusku a Německu. Jeho projekt, který zahrnoval stadion a hokejovou arénu uvnitř bývalého stadionu Dynama, soutěž vyhrál. Soutěže se zúčastnili i projekty společností Perkins Eastman, Populus a Gerkan, Marg & Partners. Některé prvky těchto projektů mohou být použity ve finální verzi . Konečný návrh nového stadionu navrhl americký architekt David Manica.

### Historie
Stadion byl zařazen do nabídky Ruska na mistrovství světa ve fotbale 2018. Na konci září 2012 však FIFA zveřejnila seznam hostitelských měst a stadionů, ve kterých VTB Arena - Dynamo Central Stadium nebyla zahrnuta. Komplex byl ale otevřen mnohem dříve, v roce 2014.

### Cena
V listopadu 2012 oznámil předseda představenstva VTB Areny Andrey Peregudov, že výstavba sportovního zařízení – dvou hal spolu s parkováním bude stát asi 650-700 milionů $ a celý areál s přilehlou infrastrukturou – 1,5 miliardy $  .
V červnu 2013 bývalý šéf správní rady Dynama Sergej Stěpašin oznámil, že náklady na výstavbu fotbalového stadionu budou asi 9 miliard rublů a celkové náklady na sportovní část projektu, která zahrnuje fotbalový stadion, sportovní akademii, volnočasový a zábavní areál, podzemní chodby ze stanic metra do sportovního areálu, parkoviště pro více než 1500 parkovacích míst a další technické stavby – 26 miliard.
Plánovalo se financování výstavby na náklady VTB Bank a investic řady zahraničních bank (Cassa Depositi e Prestiti (CDP), Intesa Sanpaolo, Société Générale, KfW IPEX-Bank).

## Otevření
Dne 27. listopadu 2018 byla dokončena rekonstrukce sportovního areálu a zároveň bylo vydáno povolení ke zprovoznění.
20. prosince 2018 se stadion otevřel lední show. 4. ledna 2019 se na malé aréně odehrál první zápas a první fotbalový zápas byl naplánován na 10. března 2019.
Na konci února 2019 se ukázalo, že zápas 19. kola ruského fotbalového šampionátu naplánovaný na 10. března 2019, ve kterém mělo Dynamo hostit Spartak na stadionu v Petrovském parku, který se otevřel po mnoha letech rekonstrukce, byl přesunut do jiné arény. Toto prohlášení učinila ruská Premier League (RPL), jejíž specialisté uznali trávník stadionu Dynamo, který stál téměř 700 milionů dolarů, jako nepoužitelný.

## Ocenění
Projekt komplexu VTB Arena Park, v rámci kterého probíhá rekonstrukce stadionu Dynamo, získal v září 2013 European Property Awards.